# Willy Bosmans
Willy Bosmans is een Belgisch voormalig bedrijfsleider.

## Levensloop
Willy Bosmans studeerde af als burgerlijk elektrotechnisch ingenieur aan de Katholieke Universiteit Leuven. In 1972 ging hij bij elektriciteitsgroep EBES (later Electrabel) aan de slag. Hij klom er tot algemeen adviseur van de directeur-generaal op. In 1995 werd hij directeur-generaal Marketing, Administratie en Financiën en lid van de raad van bestuur van Electrabel. Bosmans volgde in 1999 Jean-Pierre Hansen als gedelegeerd bestuurder op. Hij stapte in het kader van een verjongingskuur bij meerderheidsaandeelhouder SUEZ en een conflict tussen SUEZ en Electrabel eind 2004 gedwongen op, waarna Hansen hem terug opvolgde. Hij bleef wel bestuurder van Electrabel. Hij was ook bestuurder van netbeheerder Elia, waarvan Electrabel een van de grootste aandeelhouders was.
Bovendien was hij van 2000 tot eind 2004 gedelegeerd bestuurder van gasbedrijf Distrigas. Alain Janssens volgde hem in januari 2005 in deze hoedanigheid op. Hij was vervolgens van januari 2005 tot oktober 2008 voorzitter van de raad van bestuur van Distrigas. In 2008 nam Eni Distrigas over.
Ook was hij bestuurder van Fluxys en Tractebel en lid van de adviesraden van de investeringsfondsen Waterland Private Equity Investments, Intrinsic Value Investors en Fortis Clean Energy Fund.